# 山本嶺二郎
山本 嶺二郎（やまもと れいじろう、2002年3月18日 - ）は、ジャパンラグビーリーグワンリコーブラックラムズ東京に所属するラグビー選手。

## プロフィール
- 京都府出身[1]。
- ポジションはロック(LO)。
- 身長 191 cm、体重 111 kg
- U17日本代表に選ばれたことがある[2]。

## 略歴
5歳からラグビーを始めた。
2020年、京都成章高校卒業後、明治大学に入る。なお京都成章高校時代、高校日本代表に選ばれたことがある。
2023年、明治大学ラグビー部の副将に就任。
2024年、アーリーエントリーでリコーブラックラムズ東京に加入。同年3月24日に行われたJAPAN RUGBY LEAGUE ONE交流戦第11節ブレイブルーパス東京戦にて途中出場でリーグワン公式戦初出場を果たした。同年6月、ガンガーリンに留学。